# Violettkehl-Sternkolibri
Der Violettkehl-Sternkolibri (Philodice bryantae, Syn. Calliphlox bryantae) oder Magentakolibri ist eine Vogelart aus der Familie der Kolibris (Trochilidae), die in Panama und Costa Rica vorkommt. Der Bestand wird von der IUCN als „nicht gefährdet“ (least concern) eingeschätzt.

## Merkmale

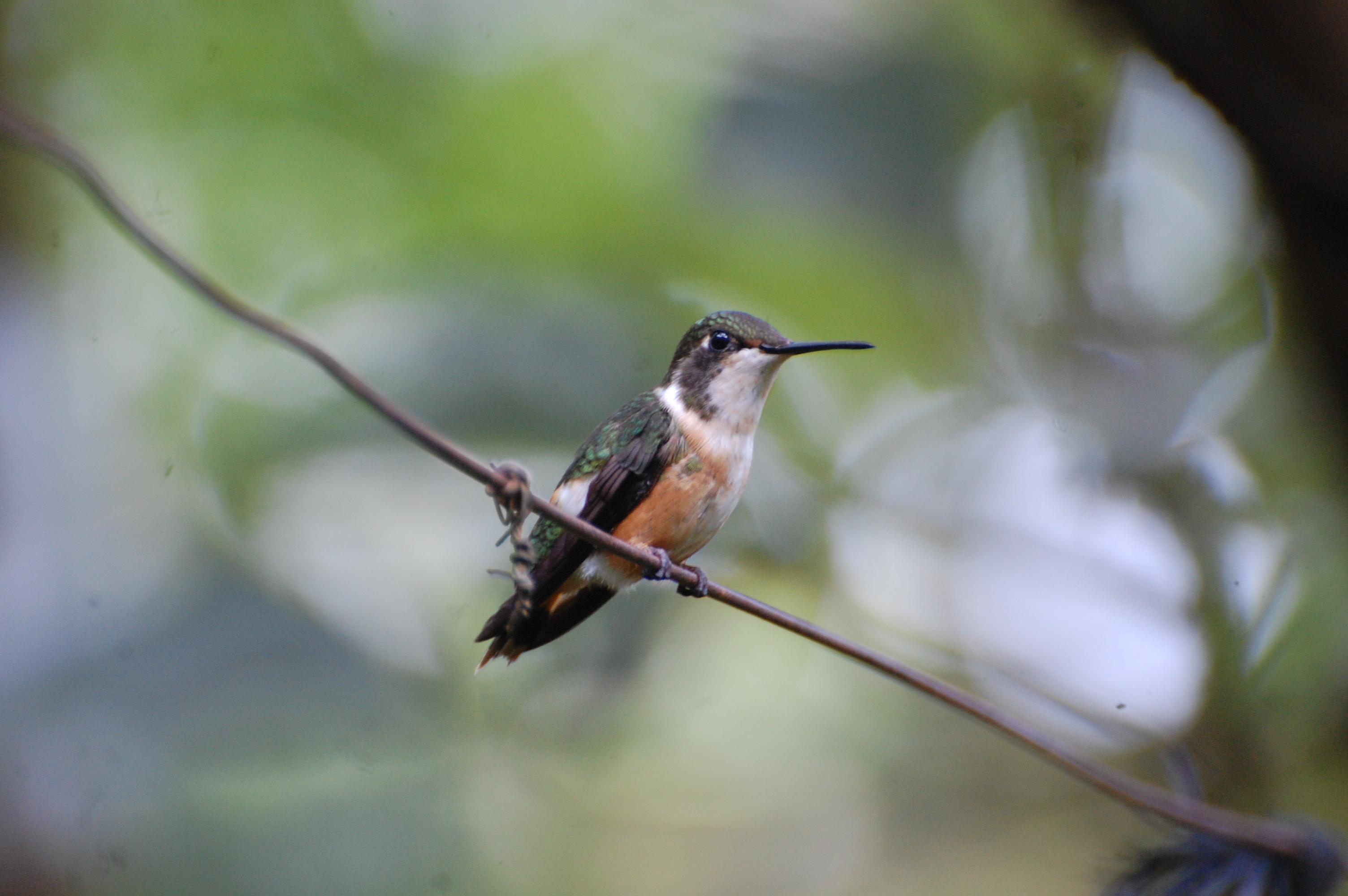
Violettkehl-Sternkolibri ♀

Der männliche Violettkehl-Sternkolibri erreicht eine Körperlänge von etwa 9 cm bei einem Gewicht von ca. 3,3 g, das Weibchen eine Körperlänge von etwa 7,5 cm bei einem Gewicht von ca. 3,5 g. Das Männchen hat einen gerade kurzen schwarzen Schnabel. Die Oberseite ist bronzegrün, die kurzen zentralen Steuerfedern sind schwarz gesprenkelt. Die länger gestuften seitlichen Steuerfedern sind schwarz mit zimtfarbenen bis rötlich braunen Innenfahnen. Hinter dem Auge hat das Männchen einen weißen Fleck. Die Kehle ist metallisch violett, eine Farbe, die sich vom weißen Brustband deutlich abgrenzt. Brust und Seiten sind grün, der Bauch rötlich braun. An den Seiten und am Bürzel befinden sich weiße bis gelbbraune Flecken. Die Oberseite des Weibchens ist wie beim Männchen. Die Ohrdecken sind gräulich, die Kehle braungelb. Das weiße Brustband hebt sich dadurch weniger ab, das Grün der Brust und der Seiten ist vermischt mit rötlich braunen Elementen. Der Schwanz ist abgerundet, die seitlichen Steuerfedern rötlich braun mit einem schwarzen subterminalen Band und gelblich zimtfarbenen Flecken. Jungvögel ähneln in der Färbung den Weibchen, doch wirken sie etwas heller auf der Unterseite und haben braungelbe Fransen an Kopf und am Nacken. Junge Männchen haben kleinere, Weibchen größere helle Flecken an den äußeren Steuerfedern.

## Verhalten und Ernährung
Den Nektar bezieht der Violettkehl-Sternkolibri von den Blüten kleinerer Bäume, z. B. von der Gattung Inga oder der zu den Wollbaumgewächsen gehörenden Quararibea, von Gebüsch aus der Gattung Wandelröschen und von Kräutern der Gattung der Lobelien. Sind nur wenige Pflanzen verfügbar, wird er angriffslustig, indem er Konkurrenten jagt und verscheucht. Beide Geschlechter verteidigen gelegentlich ihr Territorium sehr aggressiv. Bei der Balz nähern sich territoriale Männchen im Sturzflug. Der lange gegabelte Schwanz wird vom Männchen bei der Nahrungsaufnahme nach oben gestellt und ist dabei geschlossen. Bei der aggressiven Balz spreizt es diesen weit auseinander. Insekten jagt der Violettkehl-Sternkolibri von seinem Sitz aus oder indem er sie vom Laub absammelt.

## Lautäußerungen
Der Gesang des Violettkehl-Sternkolibris ist ein hellklingendes, schnelles Medley aus knatternden und gurgelnden Tönen. Die Laute beinhalten ein hellklingendes trocken gerolltes drr, das sehr schnell dreimal wiederholt wird, ein trockenes tscht und beim Scheuchen ein hellklingendes tu-Pfeifen.

## Fortpflanzung
Die Brutsaison ist in Costa Rica von November bis April oder sogar bis in den April hinein. Das Männchen in Brutstimmung vollführt vermutlich am Lek Balzsturzflüge. Hier sammeln sich die Männchen in kleineren Gruppen. Das Lek befindet sich an Waldrändern, an denen nur wenige bis keine Blüten vorhanden sind. Das Nest des Violettkehl-Sternkolibris wurde bisher nicht beschrieben.

## Unterarten
Die Art gilt als monotypisch.

## Verbreitung und Lebensraum

Verbreitungsgebiet des Violettkehl-Sternkolibris

Der Violettkehl-Sternkolibri bewegt sich vorzugsweise an Waldrändern und Lichtungen, in ausgedünnten Waldgebieten, Sekundärvegetation, buschigen Weiden und an halboffenen Berghängen. In Costa Rica findet man ihn in Höhenlagen zwischen 700 und 1850 Metern, in Panama zwischen 1100 und 1750 Metern.

## Migration
Der Violettkehl-Sternkolibri zieht zumindest lokal weiter, da er an manchen Stellen im Jahr häufig bis selten vorkommt und zu anderen Zeiten an gleicher Stelle abwesend ist. Sein Zugverhalten ist jedoch bisher wenig erforscht.

## Etymologie und Forschungsgeschichte
Die Erstbeschreibung des Violettkehl-Sternkolibris erfolgte 1867 durch George Newbold Lawrence unter dem wissenschaftlichen Namen Doricha bryantae. Das Typusexemplar hatte Julian Carmiol in Costa Rica gesammelt. Lange wurde er in der 1831 von Friedrich Boie eingeführten Gattung Calliphlox eingeordnet. Dieser Name leitet sich von den griechischen Wörtern κάλλος, καλός kállos, kalós für „Schönheit, schön“ und φλόξ, φλογός phlóx, phlogós für „Flamme“ ab. 1866 führten Étienne Mulsant, Jules Verreaux und Édouard Verreaux die neue Gattung Philodice ein. Philodice ist aus der griechischen Mythologie und war die Tochter von Inachos und die Ehefrau von Leukippos. Die neue Einordnung erfolgte aufgrund von phylogenetischen und biogeographischen Erkenntnissen  aus dem Jahre 2017 von Yuyini Licona-Vera und Juan Francisco Ornelas. Der Artname bryantae ist Elizabeth Brimmer Bryant, geb. Sohier (1823–1916), der Frau des Ornithologen Henry Bryant (1820–1867) gewidmet.